# Poemenia americana
Poemenia americana är en stekelart som först beskrevs av Cresson 1870.  Poemenia americana ingår i släktet Poemenia och familjen brokparasitsteklar. Utöver nominatformen finns också underarten P. a. nebulosa.